# Mielno (jezioro na Garbie Lubawskim)
Mielno – jezioro w Polsce, położone w województwie warmińsko-mazurskim, w powiecie olsztyńskim i ostródzkim, w gminie Olsztynek i Grunwald, na terenie Garbu Lubawskiego.

## Charakterystyka
Jezioro wypełnia krętą rynnę polodowcową, ciągnącą się z południowego wschodu na północny zachód. Brzegi są wysokie, południowy brzeg całkowicie zalesiony, północny tylko miejscami. Nad brzegami jeziora usytuowane są ośrodki wczasowe.

## Dane morfometryczne
- powierzchnia jeziora – 367 ha,
- długość – 8,4 km,
- szerokość – do 0,9 km,
- głębokość maksymalna – 40 m.